# Jugowice
Jugowice est une localité polonaise de la gmina de Walim, située dans le powiat de Wałbrzych en voïvodie de Basse-Silésie.

## Histoire
De 1818 à 1945, Hausdorf fait partie de l'arrondissement de Waldenburg dans le district de Breslau au sein de la province de Silésie.